# برامانتا
برامانتا (Πράμαντα) هي مدينة في إوانينا في مقاطعة كينتريكي إلادا في اليونان.